# 21818 Yurkanin
21818 Yurkanin è un asteroide della fascia principale. Scoperto nel 1999, presenta un'orbita caratterizzata da un semiasse maggiore pari a 3,0195672 UA e da un'eccentricità di 0,0559809, inclinata di 2,02111° rispetto all'eclittica.